# Parque nacional Nattai
El parque nacional Nattai es un parque nacional en Nueva Gales del Sur (Australia), ubicado a 88 km al suroeste de Sídney.
El parque protege paisajes, características geológicas, refugios para la vida salvaje y biodiversidad en la cuenca de Sídney. Forma parte integral del sitio Grandes Montañas Azules, Patrimonio de la Humanidad en Australia según la Unesco desde 2000. Dentro del parque se encuentran los bosques de los alrededores del Dique Warragamba. 
El parque ofrece oportunidades de recreo para visitantes que deben traer todo aquello que consuman durante su estancia. Las actividades realizadas no deben afectar el entorno. Hay una zona vedada a los visitantes en los alrededores del lago Burragorang.

## Historia
El área ahora conocida como parque nacional Nattai ha tenido un impacto limitado de los europeos. Varias de las primeras expediciones que intentaron cruzar las Montañas Azules atravesaron el área al final del siglo XVII, y algunos colonos se establecieron en la parte baja de los valles de Nattai y Burragorang en 1827. Algunos conservacionistas  como Myles Dunphy y Herb Gallop recorrieron el área hacia 1912. Un área muy apreciada era el bosque de eucalipto saligna alrededor del arroyo Blue Gum. Dunphy presionó para que el área se preservara cuando se conocieron planes para procesar madera en la zona, pero no tuvo éxito y la zona fue explotada en los años 1920 y 1930. Dunphy presentó en 1932 un plan para crear un parque nacional de las Montañas Azules, que incorporaba lo que hoy es el parque nacional Nattai en el sureste. La creación de presa de Warragamba en 1960 limitó el acceso para el desarrollo de la tierra aguas arriba, pero no fue hasta 1991, cuando los planes de creación del parque nacional convergieron.